# بطولة الأندية العربية لأبطال الدوري 1990
بطولة الأندية العربية لأبطال الدوري 1990 هي بطولة كان من المفترض أن تُقام بين الأندية العربية من قبل الاتحاد العربي لكرة القدم. بدأ الدور التمهيدي، لكن البطولة النهائية أُلغيت بسبب حرب الخليج.

## الدور التمهيدي

### المنطقة 3 (شمال إفريقيا)
| فريق 1          | النتيجة | فريق 2        | المباراة 1 | المباراة 2 |
| --------------- | ------- | ------------- | ---------- | ---------- |
| مولودية الجزائر | 2–1     | النجم الساحلي | 1–0        | 1–1        |

| مولودية الجزائر | 1 – 0 | النجم الساحلي |
| --------------- | ----- | ------------- |
| مازة –'         |       |               |

| النجم الساحلي | 1 – 1 | مولودية الجزائر |
| ------------- | ----- | --------------- |
| – –' (ه.ذ.)   |       | قطوش –'         |

تأهل مولودية الجزائر إلى البطولة النهائية.

### المنطقة 4 (المنطقة الشرقية)
أقيمت مباريات الدور التمهيدي في عمّان بالأردن، في الفترة من 7 إلى 15 يوليو 1990.
| الفريق         | لعب | ف | ت | خ | أ.له | أ.ع | أ.ف | نقاط |
| -------------- | --- | - | - | - | ---- | --- | --- | ---- |
| النادي الفيصلي | 2   | 1 | 1 | 0 | 4    | 0   | +4  | 3    |
| نادي الزوراء   | 2   | 1 | 1 | 0 | 2    | 0   | +2  | 3    |
| نادي حيفا      | 2   | 0 | 0 | 2 | 0    | 6   | −6  | 0    |

| النادي الفيصلي | 4 – 0 | نادي حيفا |
| -------------- | ----- | --------- |
|                |       |           |

| النادي الفيصلي | 0 – 0 | نادي الزوراء |
| -------------- | ----- | ------------ |
|                |       |              |

| نادي الزوراء      | 2 – 0 | نادي حيفا |
| ----------------- | ----- | --------- |
| عبد الواحد –'، –' |       |           |

تأهّل كل من النادي الفيصلي ونادي الزوراء إلى البطولة النهائية.

## البطولة النهائية
تم إلغاء البطولة النهائية بسبب حرب الخليج.